# 益田元尭
益田 元堯（ますだ もとたか、文禄4年（1595年） - 万治元年10月14日（1658年11月9日））は、益田家第21代当主。長州藩永代家老・須佐領主益田家2代。
父は益田広兼。母は吉見広頼の娘。正室は益田景祥の娘。子は益田就宣、繁沢元充、宍道就明室、益田就恒（福原就祥）、井原就尭、八幡新善法寺正晃室。幼名は道祖吉。通称は玄蕃、越中。号無庵。

## 生涯
文禄4年（1595年）、毛利家家臣・益田広兼の長男として生まれる。同年に父が疱瘡で病没したため、祖父元祥の世継となる。元和6年（1620年）、元祥の隠居により嫡孫承祖となる。寛永15年（1638年）、島原の乱の際に藩兵を率いて出陣する。寛永18年（1641年）、当職（国家老・執政）となる。正保元年（1644年）9月、隠居して無庵と号し、家督を嫡男の就宣に譲る。正保3年（1646年）、出兵や幕府の課役への出費が重なったことで、藩債は6200貫にも達したため、隠居の身ながら藩財政の建て直しを命じられる。藩主から財政建て直しの全権委任と反対派への処罰の権限を与えられ、藩士の禄を2割減知することで2万石の増収を生み出し、財政の改善を成し遂げた。万治元年（1658年）10月14日卒。享年64。